# Dziewczyna Szamana
Dziewczyna Szamana – pierwszy studyjny album Justyny Steczkowskiej wydany w 1996 roku.

## O płycie
Album powstał przy współpracy z Grzegorzem Ciechowskim. Teksty napisał Grzegorz Ciechowski pod pseudonimem Ewa Omernik. Płyta sprzedała się w ponad 100 tys. egzemplarzy i uzyskała certyfikat platynowej. Jako pierwszy promował ją singel „Dziewczyna Szamana”. Następne single z płyty to „Grawitacja” i „Oko za oko, słowo za słowo”. Popularność zdobyła również nowa interpretacja utworu „Karuzela z madonnami”, oryginalnie śpiewanego przez Ewę Demarczyk. Płytę promował zrealizowany przez reżyserów Szodę i Pawicę film z teledyskami do utworów z płyty. Płyta zdobyła 5 nagród Akademii Fonograficznej Fryderyk w kategoriach: Wokalistka roku, Fonograficzny debiut roku, Piosenka roku („Oko za oko, słowo za słowo”), Płyta roku – pop, Producent muzyczny, Aranżer roku (Grzegorz Ciechowski).
Był jednym z kilku polskich albumów wydanych na Minidiscu.

## Lista utworów
1. „Dziewczyna Szamana” (muzyka: Justyna Steczkowska, Paweł Fortuna, słowa: Ewa Omernik) (3:50)
2. „Czy to mi” (muzyka: Justyna Steczkowska, słowa: Ewa Omernik) (4:20)
3. „Tatuuj mnie” (muzyka: Justyna Steczkowska, Paweł Fortuna, słowa: Ewa Omernik) (3:29)
4. „Niekochani” (muzyka: Justyna Steczkowska, Grzegorz Ciechowski, słowa: Ewa Omernik) (3:41)
5. „Oko za oko, słowo za słowo” (muzyka: Justyna Steczkowska, słowa: Ewa Omernik) (2:38)
6. „Myte dusze” (muzyka: Justyna Steczkowska, słowa: Ewa Omernik) (3:01)
7. „Grawitacja” (muzyka: Justyna Steczkowska, Grzegorz Ciechowski, Paweł Fortuna, słowa: Ewa Omernik) (4:16)
8. „Boskie Buenos (Buenos Aires)” (muzyka: Marek Jackowski, słowa: Olga Jackowska) (3:35)
9. „Wrogu mój” (muzyka: Justyna Steczkowska, Paweł Fortuna, słowa: Ewa Omernik) (3:55)
10. „Ukołysze nas sitowie” (muzyka: Justyna Steczkowska, słowa: Ewa Omernik) (3:09)
11. „W Kazimierzu Dolnym” (muzyka: Grzegorz Ciechowski, słowa: Ewa Omernik) (4:49)
12. „Karuzela z madonnami” (muzyka: Zygmunt Konieczny, słowa: Miron Białoszewski) (2:36)
13. „Dziewczyna Szamana” (wersja domowa) (muzyka: Justyna Steczkowska, Paweł Fortuna, słowa: Ewa Omernik) (2:46)

## Single
- „Dziewczyna Szamana”
- „Grawitacja”
- „Oko za oko, słowo za słowo”
- „Tatuuj mnie”
- „Niekochani”